# Iztok Simoniti
Iztok Simoniti, slovenski pravnik, karierni diplomat, mednarodni politolog, profesor za področje diplomacije, publicist, * 3. avgust 1948, Ljubljana.
Iztok Simoniti je karierni diplomat že od diplome na Pravni fakulteti v Ljubljani leta 1974. Leta 1989 je doktoriral pri Vladu Benku na FSPN/FDV s tezo Politika interesnih sfer po drugi svetovni vojni. Z osamosvojitvijo Slovenije je postal prvi uradni predstavnik Slovenske države pri vladi Republike Italije (veleposlanik do 1994). Vodil je urad za Slovence v zamejstvu in po svetu. Bil je pogajalec s Svetim sedežem in vodil komisijo za mejo s Hrvaško (1994–1997).
Med 15. februarjem 2001 in 23. decembrom 2002 je bil državni sekretar Republike Slovenije na Ministrstvu za zunanje zadeve Republike Slovenije, od 2003 svetovalec predsednika republike Slovenije. V letih 1995–1999 je bil sodnik Sodišča za spravo in arbitražo pri OVSE. Na FDV in nekdanji diplomatski akademiji pri MZZ je predaval mednarodne in diplomatske odnose (od 1996 kot izredni profesor). V slovenščino je prevajal strokovno literaturo s področja mednarodnih odnosov in kot urednik zbirke Mednarodni odnosi pri založbi FDV napisal k vrsti prevodov del tujih avtorjev izčrpne spremne študije. Je tudi publicist, ki objavlja v periodiki in sodeluje na javnih tribunah.
Je sin skladatelja Rada Simonitija in brat politika Vaska Simonitija. Poročen je z Dragoljubo Benčina. Ima štiri otroke: Ivana Simoniti, Jakob Simoniti, Lucija Simoniti, Jurij Simoniti.

## Dela (monografije)
- Mednarodne organizacije : priročnik in vodnik (soavtorica Dragoljuba Benčina), 1985 (2. dopolnjena izdaja 1994)
- Diplomatsko pravo (1994)
- Multilateralna diplomacija (1995)
- Specialne misije (1995)
- Religija in nasilje - eseji in razprave (2009, urednika Iztok Simoniti in Peter Kovačič Peršin)
- Kulturna diplomacija slovanskih držav v Evropski uniji (2012, Iztok Simoniti, Ana Podgornik, Boštjan Udovič)
- Ustvarjalnost (2014, Slovenska matica); urednik
- Diplomatsko pravo - izbrane konvencije (2014; glavni urednik)
- Historia magistra mortis : eseji (2008; 2. izdaja 2010) (tudi hrv. in srb. prevod)
- Deus vult : o vrednotah kristjanov - eseji (2015) (tudi hrv. in srb. prevod)
- Vode svobode - eseji (2019)

1. ↑  Nacionalna zbirka normativnih podatkov Češke republike